# Nyssodrysternum borneanum
Nyssodrysternum borneanum là một loài bọ cánh cứng trong họ Cerambycidae.